# Пляж в Пурвиле
«Пляж в Пурвиле» (фр. Plage de Pourville) — картина французского художника Клода Моне. Является одной из серии работ, написанных Моне в 1882 году в небольшом приморском курортном местечке Пурвиль (в настоящее время входит в коммуну Ото-сюр-Мер) рядом с Дьепом в Северной Франции. В 1906 году холст был куплен Национальным музеем в Познани. Это единственная работа Моне в Польше, доступная широкой публике. В сентябре 2000 года картина была украдена из музея. 12 января 2010 года картина была найдена и возвращена в музей.

## Кража и возвращение
Картина, оценивавшаяся в то время в 1 миллион долларов, была украдена из Национального музея в Познани в сентябре 2000 года. Она была вырезана из рамы и заменена копией. Пропажа была обнаружена 19 сентября 2000 года. Длительное время полиция пыталась установить личность человека, делавшего зарисовки картин в музее за два дня до обнаружения пропажи. В то время стоимость картины оценивалась более чем в 1 миллион долларов.
12 января 2010 года картина была найдена. В южнопольском городе Олькуш полиция арестовала 41-летнего гражданина Польши, который был автором подделки, что было установлено, в частности, по отпечаткам пальцев.